# Questel (entreprise)
Pour les articles homonymes, voir Questel.
Questel est un éditeur de logiciel et un prestataire de services français pour les secteurs de la propriété intellectuelle, du droit des marques et de l’innovation.

## Historique

### Origine
Dans les années 1970, alors que les États-Unis mènent une politique nationale de circulation de l'Information scientifique et technique, en lançant notamment MEDLINE, la France souhaite développer ses compétences dans le domaine de l'information afin d'assurer une indépendance nationale sur ces enjeux stratégiques. Pour travailler sur ces questions, le Bureau national de l'information scientifique et technique (BNIST) est créé en 1973, avant de devenir la Mission interministérielle de l’information scientifique et technique (MIDIST) en 1979. C'est à cette époque que la structure oriente sa politique sur la mise en œuvre d'un « centre serveur national » sur les recommandations du rapport Aigrain-Dejou.
Cette opération sera confiée à Télésystèmes, filiale du groupe qui deviendra France Télécom. Le 22 juin 1979 est lancé le serveur Questel. Dans les premiers temps régie intéressée, la structure reçoit des subventions de l'État de plusieurs millions de francs par an (132 millions sur la période 1978 - 1986).
La structure qui était jusqu'alors une division de Télésystèmes devient une structure indépendante en 1989 tout en restant une filiale du groupe France Télécom. La société se développe en rachetant son concurrent américain Orbit et prend le nom de Questel.Orbit.
À la fin des années 1990, son propriétaire essaie de vendre la société sans y parvenir et c'est finalement en 2000 que la structure Intelligence Property Group nouvellement créée rachète 80 % des parts de l'entreprise, France Télécom conservant les 20 % restants quelque temps avant de les céder.

### LBO
Depuis sa création, Questel a réalisé quatre LBO. En 2008, Questel bénéficie du soutien de l'investisseur européen Syntegra Capital. En 2015, à l'issue d'un long processus, un LBO secondaire permet à Raise et CAPZA (anciennement Capzanine), deux fonds de capital-développement français, de relayer Syntegra dans cette ancienne spin-off de France Télécom. Trois ans plus tard, un troisième LBO permet l'entrée de  IK Investment Partners (en)  au capital de Questel. Cette opération s'effectue dans le contexte d'une forte croissance interne et d'opérations de croissance externe avec l'acquisition des entreprises américaines ITIP et MultiLing. En 2020, Eurazeo investit dans l'entreprise aux côtés de Raise et IK Investment Partners afin d'accompagner Questel dans sa stratégie de croissance, sur de nouveaux marchés, de nouvelles zones géographiques, et de nouveaux métiers.

### Acquisitions
Depuis le milieu des années 2000, Questel mène une politique active d’acquisitions, procédant au rachat de multiples sociétés de toutes tailles, afin de renforcer sa présence sur certains marchés spécifiques comme les outils de recherche, d'analyse et de gestion de portefeuille de brevets et de marques (Gem 360, Intellixir, ULT, NRI Cyber Patent, AboutInnovation.com), le conseil et les services associés à la propriété intellectuelle (Avenium, Concur IP), la gestion de frais et le dépôt international de brevets (ITIP ProFiciency, Direct Validation), les services de traduction (Multiling), le dépôt et le renouvellement des marques (Brandstock, RenewalsDesk) et la gestion de l'innovation (Expernova, Yoomap). En 2021, Questel a maintenu sa politique en procédant à l'acquisition de :
- doeLegal, un fournisseur d'outils pour les opérations juridiques des entreprises ;
- innosabi, un des principaux fournisseurs mondiaux de solutions logicielles pour la gestion des idées et l'innovation collaborative ;
- NovumIP[21], un groupe de technologie de propriété intellectuelle composé de Pavis et Novagraaf ;
- Morningside[22], une entreprise qui équipe les organisations de solutions de bout en bout en matière de langues et de propriété intellectuelle.

## Produits et services
S'appuyant sur la base de données Orbit.com et sur une suite de logiciel SaaS, les solutions de Questel sont regroupées en deux grandes catégories : veille économique et technologique pour les brevets et les marques, veille stratégique pour l'innovation et gestion des actifs intellectuels.
En 1996, le premier service de recherche de brevets en ligne jamais développé, nommé Qpat.com, est créé par Questel. En 2010, Orbit.com est conçu et remplace Qpat.com. 

### Origines

#### Serveur Questel (1979)
Questel est un serveur qui offre l'accès à des banques de données réalisées par des producteurs tiers, dans des domaines divers. Il participe, dans les années 1980 et 1990, à transformer, par l'accès à l'information numérisée, les processus d'archivage et de gestion de documentations,,,,,. Lors de son lancement en 1979, Questel met à disposition de ses usagers une douzaine de bases bibliographiques françaises ainsi que Chemical Abstracts Service. L'accès au serveur, situé à Valbonne-Sophia-Antipolis, se fait à l'aide du réseau transpac et du logiciel Mistral.
Comme la plupart des serveurs disponibles à l'époque, l'accès à Questel est payant et intègre plusieurs éléments : un droit d'entrée (sous la forme d'un abonnement annuel, 1 290 francs en 1992 par exemple); un coût proportionnel à la durée de connexion, variable selon la base consultée; une majoration pour la consultation des références et des conditions particulières pour les options (0,70 francs pour la sauvegarde d'un résultat par exemple en 1992 toujours).

#### Service QPat (1996)
Au début des années 1980, dans le cadre d'un accord trilatéral, l'Office Européen des Brevets (OEB), Le United States Patent and Trademark Office (USPTO) et l’Office des Brevets du Japon (JPO) conviennent de rendre accessibles toutes leurs bases de données non confidentielles sur les brevets.
Pour un coût marginal, ces données deviennent librement accessibles au public sur Internet. Les informations mises à disposition comprenaient alors le texte intégral et les images des brevets du monde entier. Leur disponibilité offraient de nouvelles perspectives pour les services de recherche commerciale.
Questel lance alors le tout premier service de recherche de brevets en ligne en 1996. Ce service propose l’accès à une base de données de plus de 1,8 million de documents, appelée QPat, contenant tous les brevets délivrés entre janvier 1974 et mars 1996. Ce service permettait une recherche dans les titres et les résumés des brevets ainsi que l’accès au texte intégral du document, la livraison et l'envoi de copies numériques et l'offre d'un service de veille automatique.

### Orbit Intelligence et Orbit trademark
Orbit Intelligence et Orbit trademark sont des applications dédiées à la veille économique et technologique pour les marques et les brevets. Elles permettent de consulter les publications provenant de plus de 110 autorités nationales de délivrance des brevets et de 126 autorités pour les marques. L'information est normalisée et restructurée pour permettre facilement la recherche simple ou complexe (booléenne ou similarité), l'analyse personnalisée (diagramme, nuage de points, radar, réseaux, cartographie, etc), le partage et la veille automatique.

### Orbit Invention et Orbit Innovation
Orbit Invention est une plate-forme qui favorise le développement d'une idée au travers de challenges et de revues par un comité de pairs ; l'ensemble est associé à un processus de validation interne par étapes. Orbit Innovation est une application de veille stratégique qui permet de rechercher et d'analyser l'innovation de futurs partenaires, fournisseurs, clients ou concurrents.

### Orbit Asset
Orbit Asset est une application qui permet la gestion de portefeuille de tous types d'actifs intellectuels. Le logiciel permet de structurer les contenus par produits, entités ou domaines d'activité, d'automatiser les renouvellements, de faciliter les tâches administratives et d'évaluer en temps réel les actifs pour faciliter la prise de décision stratégique.